# 久保葵
久保 葵（くぼ あおい、1997年9月5日 - ）は、日本のタレント。舞夢プロ所属。大阪府出身。夫はプロゴルファー蟬川泰果。

## 略歴
2021年3月より、「朝生ワイド す・またん!」（ytv）のリポーターを担当。2022年4月からは水曜日のスポーツキャスターに就任。

## 人物
- 血液型はA型。
- 身長172cm[3]、体重55kg、B85cm、W62cm、H89cm[2]。
- 趣味はスポーツ観戦、ウォーキング、お月様を見ること[3]。
- 特技はバレーボール（大阪国際滝井高等学校出身）、遠投[3]。
- 資格免許は小笠原流礼法、普通自動車免許[3]。

## 出演

### テレビ
- ごりやくさん（KBS京都） - 「第44回丹生都比売神社」旅人（2020年10月）
- 科捜研の女 Season20 第6話（2020年11月26日）[4]
- 朝生ワイド す・またん!（2021年3月3日 - 、読売テレビ）- リポーター（不定期） → スポーツキャスター（水曜日→火・水曜日→火・水・金曜日[5]）[2] → リポーター（不定期）
  - ZIP! ローカルパート
    - 2021年3月～2022年3月末、2024年10月～現在 - 不定期　リポーター
    - 2022年3月30日～2023年3月29日 - 水曜日　スポーツキャスター
    - 2023年4月4日～2024年3月末 - 火・水曜日　スポーツキャスター
    - 2024年4月～2024年9月25日 - 火・水・金曜日　スポーツキャスター

### ラジオ
- TeeRex presents さらば青春の光 東ブクロのSKUX GOLF（2022年7月2日 - 2022年12月31日 FM大阪、毎週土曜8:00 - 8:30[6]）
- PING PLAY YOUR BEST（2023年4月2日 - FM大阪、毎週日曜7:45 - 8:00）

### CM
- サイエンス ・ミラブルシリーズ
  - 「ウルトラファインミスト ミラブル」（2018年）
  - 「ミラブルプラス」「ミラバス」（2019年）
  - 「ミラブルケア」「ミラブルプラス ハローキティ」（2020年）
  - 「新ミラブル」（2021年）
  - 「ミラブルzero 」（2022年）[7]